# Symbolisches Kapital
Das symbolische Kapital ist eine der vier von Pierre Bourdieu geprägten Kapitalsorten. Es spielt im Verhältnis zum ökonomischen, kulturellen und sozialen Kapital eine übergeordnete Rolle. Der soziologische Begriff bezeichnet vor allem die Chancen, die zur Gewinnung und Erhaltung sozialer Anerkennung führen, oder die Macht, diese soziale Anerkennung durchsetzen zu können, und zwar primär ohne Einsatz von Geld. Erscheinungsformen des symbolischen Kapitals sind etwa Vertrauenswürdigkeit, Reputation, Prestige oder (im Kontext vorindustrieller Gesellschaften) Ehre, ferner das Tragen von ererbten Titeln, verliehenen Ehrenzeichen und im religiösen Bereich eine zur Schau gestellte Rechtgläubigkeit.
Symbolisches Kapital kann etwa aus Legitimierung des erworbenen kulturellen Kapitals durch Bildungsabschlüsse oder vermittels einer bestimmten distinktiven Sprache und anderer körperlicher Ausdrucksformen wie Kleidung, Stil und Verhalten sowie durch Höchstleistungen in bestimmten Bereichen gewonnen werden. Auch die modernen Formen der Gewinnung und Erhaltung von Prestige wie einschlägige medialen Praktiken von Künstlern, Politikern, Fernsehstars und bekannten Sportlern können zum Aufbau von symbolischem Kapital führen. Dabei spielen in neuester Zeit soziale Netzwerke wie traditionelle Medien eine wichtige Rolle beim Aufbau von sozialem Kapital.
Als Beispiel des symbolischen Kapitals, welches als symbolische Gewalt genutzt wird, kann laut Bourdieu die Herrschaftsform des Patriarchats dienen:

„Es ist jene sanfte, für ihre Opfer unmerkliche, unsichtbare Gewalt, die im Wesentlichen über die rein symbolischen Wege der Kommunikation und des […] Anerkennens oder äußerstenfalls des Gefühls ausgeübt wird.“

## Transformation der Kapitalsorten und Wirkungsweise des symbolischen Kapitals
Bei den vier Kapitalsorten von Pierre Bourdieu handelt es sich um
1. Ökonomisches Kapital
2. Kulturelles Kapital
  - inkorporiert
  - objektiviert
  - institutionalisiert
3. Soziales Kapital
4. Symbolisches Kapital („gemeinhin als Prestige, Renommee usw. bezeichnet“)

Es ist zwar möglich, symbolisches Kapital von jedem anderen Kapitaltyp herzuleiten. So kann z. B. auch ökonomisches Kapital in symbolisches Kapital transformiert werden, etwa durch Sponsoring, das dem Besitzer von ökonomischem Kapital zu sozialer Anerkennung verhilft. Trotzdem kann symbolisches Kapital nur dort erfolgreich eingesetzt werden, wo es von den Kontrahenten vor dem Hintergrund eines gemeinsamen kulturellen Musters als überlegen erkannt und anerkannt wird.
Grundlegend unterscheidet sich symbolisches Kapital vom ökonomischen und kulturellen Kapital nach der Art seines Entstehens. Es tritt meist im Verbund mit anderen Ressourcen auf, zu deren Legitimierung und Kraft es dann beiträgt. Konträr dazu gesehen ist soziales Kapital immer auch Teil symbolischen Kapitals, da es auf Anerkennung angewiesen ist, um als Machtmittel einsetzbar zu sein. Zusätzlich unterscheidet sich das symbolische Kapital von den anderen Kapitalsorten dadurch, dass es sich nicht ausschließlich im sozialen Raum, sondern auch in den Lebensstilen wiederfindet.
In einem späteren Werk Bourdieus wird der Radius des symbolischen Kapitals auf den religiösen Aspekt erweitert. Dies erklärt er dadurch, dass heutzutage kaum noch jemand den Sinn seines Lebens in der Religion sieht, und Menschen nun darauf angewiesen sind, die Rechtfertigung ihres Daseins bei den anderen Menschen zu suchen.

## Vorgänger
Zu früheren Vertretern ähnlicher Konzepte gehörten u. a. Georg Simmel mit seinem Lebensstilbegriff (Das Problem des Stiles 1908) und Thorstein Veblen mit seinem Begriff des spirituellen Kapitals. Veblen geht davon aus, dass Konflikte über materielle Ressourcen oft erst in spirituelles Kapital (Religion, Patriotismus) konvertiert werden müssen, bis sie die Massen mobilisieren.